# Latibolivina
Latibolivina, en ocasiones erróneamente denominado Latibollvina, es un género de foraminífero bentónico de la familia Bolivinidae, de la superfamilia Bolivinoidea, del suborden Buliminina y del orden Buliminida. Su especie tipo es Bolivina anastomosa. Su rango cronoestratigráfico abarca desde el Eoceno superior hasta la Actualidad.

## Discusión
Clasificaciones previas incluían Latibolivina en el suborden Rotaliina del orden Rotaliida. Latibolivina ha sido considerado un sinónimo subjetivo posterior de Bolivina.

## Clasificación
Latibolivina incluye a las siguientes especies:
- Latibolivina anastomosa
- Latibolivina reticulata

Otra especie considerada en Latibolivina es:
- Latibolivina subreticulata, aceptado como Bolivina subreticulata